# John Byron
John Byron (Londra, 8 novembre 1723 – Londra, 10 aprile 1786) è stato un ammiraglio inglese. Venne soprannominato Foul-weather Jack a causa della sua frequente sfortuna con le condizioni meteorologiche. A suo nome venne nominata una città nel Nuovo Galles del Sud, in Australia, ovvero Byron Bay.

## Biografia
Secondo figlio del quarto Barone di Byron, entrò nella Royal Navy in giovane età, accompagnando il Barone Anson durante un viaggio di circumnavigazione come aspirante guardiamarina. 

La nave di Byron, la Wager, naufragò sulle coste della Patagonia e i sopravvissuti decisero di dividersi in due gruppi, uno sarebbe andato in barca fino a Rio de Janeiro, l'altro, il gruppo di Byron, si sarebbe diretto a nord per incontrare gli spagnoli. Descrisse la sua avventura nel libro "The Narrative of the Honourable John Byron", che vendette abbastanza da essere pubblicato in diverse edizioni. Queste esperienze servirono anche a Patrick O'Brian per scrivere il suo libro "The Unknown Shore", frutto di un'attenta osservazione delle avventure di Byron.
Ritornato in patria, nel 1760, assunse il comando di uno squadrone inviato a distruggere la fortificazione di Louisbourg. Nel luglio dello stesso anno sconfisse la flottiglia francese inviata per aiutare la Nuova Francia nella battaglia di Restigouche.
Tra il giugno del 1764 e il maggio del 1766 Byron completò il suo viaggio attorno al mondo come capitano della HMS Dolphin. Nel 1765 prese possesso delle Isole Falkland (Crisi delle Isole Falkland) in nome della Gran Bretagna, rischiando di scatenare una guerra con la Spagna poiché entrambi i paesi armarono le flotte per affermare il proprio dominio sullo spoglio arcipelago. Durante il viaggio scoprì le isole di Tuamotu, Tokelau e Nikunau (nelle Isole Gilbert), visitando Tinian nelle Isole Marianne Settentrionali.
Nel 1769 venne nominato governatore di Terranova e comandante in capo della flotta britannica nelle Indie occidentali nel 1778 e nel 1779 durante la guerra d'indipendenza americana. Attaccò successivamente invano la flotta francese, ai comandi del conte d'Estaing durante la battaglia di Grenada, nel luglio del 1779.
Fu padre di John Mad Jack Byron e nonno del poeta George Gordon Byron. Fu anche nonno di George Anson Byron, altro ammiraglio ed esploratore.